# Карновичі
Карновичі — три козацько-старшинські, українські шляхетські, згодом — дворянські роди Російської імперії, імовірно, різного походження. 
Більш відомий з них той, що був заснований Антоном (р. н. невід. — п. бл. 1710), почепівським сотенним писарем (1678–88) і городовим отаманом (1690–95). За родинними переказами, представники роду виїхали до Гетьманщини з Угорщини. Нащадки родозасновника служили сотенними старшинами та значковими товаришами і військовими товаришами в Стародубському полку. 
Онук Антона — Степан Юхимович (1707–88) — улюбленець великого князя Петра Федоровича, майбутнього російського імператора Петра III, — був полковником стародубським (1762–63) в чині бригадира, генерал-майором армії герцогства Шлезвіг-Гольштейн, 1761 отримав графський титул герцогства Шлезвіг-Гольштейн від великого князя Петра Федоровича. Однак його нащадки цим титулом не користувалися. До нащадків Степана Юхимовича належали: Юхим Степанович (1793—1855) — один з найкращих сільських господарів свого часу, один із засновників Ярославського товариства сільського господарства та ярославських с.-г. виставок, автор багатьох статей з питань агрономії, прибічник застосування в сільському госп-ві машинної праці; ініціатор розповсюдження на Ярославщині замість невигідного хліборобства інших видів господарювання — льонарства, городництва, травосіяння, картоплярства. Євген Петрович (1823–85) — публіцист, письменник, редактор часописів «Мировой посредник» (1861–62), «Биржевые ведомости» (1875–76), «Отголоски» (1881–82), постійний співробітник газети «Голос» (1865–71), автор історичних, юридичних, критичних і белетристичних праць та історичних романів, з яких найвідоміші — «Еврейский вопрос в России» (Санкт-Петербург, 1863), «Замечательные богатства частных лиц в России», «Мальтийские рыцари в России» (обидві — С.-Петербург, 1874), «Родовые прозвания и титулы в России» (С.-Петербург, 1886) та ін.; Валеріан Гаврилович (1823–91) — камергер імператорського двору (1867), дійсний статський радник (1869); Денис Гаврилович (1827 — р. с. невід.) — дійсний статський радник, херсон. віце-губернатор (1864–74); Борис Гаврилович (1837–89) — камергер імператорського двору (1876), дійсний статський радник (1881), воронезький віце-губернатор (1875–89).
До ін. гілки цього самого (заснованого Антоном) роду, що походила від абшитованого (відставного) значкового товариша (1746–53) Григорія Юхимовича (бл. 1710 — бл. 1765), належали: 
- Степан Григорович старший (1746 — бл. 1787) — живописець та гравер;
- Лев Андрійович (1783—1850) — генерал-майор (1835), учасник багатьох військ. кампаній та кавалер багатьох орденів, комендант Ізмаїльської фортеці (1836);
- Євген Петрович Карнович (1823 — 1885) — публіцист, письменник, історик, редактор часописів;
- Ольга Валер'янівна (1866—1929) — графиня Гогенфельзен, княгиня Палій, яка перебувала в морганатичному шлюбі з вел. кн. Павлом Олександровичем Романовим (1860—1919).

Третій рід Карновичів походить від Терентія Карнович, українського військового товариша (1680).
З його нащадків найяскравішою постаттю був Ксенофонт Іванович (бл. 1776 — п. до 1821) — петерб. (1807–08) та моск. (1808–11) губернський прокурор. 
Роди було внесено до 2-ї частини Родовідних книг шляхти Київської та Полтавської губерній та 6-ї частини Родовідних книг Курської, Тульської, Чернігівської та Ярославської губерній.